# Madeleine Giske
Madeleine Giske (14 de septiembre de 1987) es una centrocampista de fútbol noruega que actualmente juega en el equipo Toppserien LSK Kvinner en Lillestrøm, Noruega . También es miembro del equipo nacional de fútbol femenino de Noruega. 
Giske es la hija de Anders Giske, un exfutbolista profesional de la selección de fútbol nacional de Noruega.

## Carrera
En 2003, a los 15 años, Madeleine se unió al club  IL Sandviken de Bergen en el que hizo su debut de 1.ª división el 26 de abril. Se convirtió en un éxito inmediato  y continuó con el mismo equipo hasta su promoción al Toppserien en 2004, marcó 11 goles en esa y en la siguiente temporada.  En 2006 cambió al equipo Arna-Bjørnar, también ubicado en Bergen, en el cual debutó  junto con Erika Skarbø y Elise Thorsnes. Ha contribuido a que Arna-Bjørnar sea uno de los mejores equipos en Noruega.
Habiendo progresado en los equipos nacionales juveniles de Noruega, Giske hizo su debut en la selección nacional mayor el 25 de marzo de 2006 en un partido contra Grecia y marcó su primer gol internacional en otro partido contra el mismo equipo el 20 de junio de 2006.  En la mayoría de sus primeros 11 partidos en la selección nacional comenzó en la banca, jugó como defensa,  mediocampista ofensivo y volante. Fue parte de la selección nacional en la Copa Mundial de Copa Mundial Femenina de 2007 en China. Jugó como sustituta en el partido contra Ghana el que ganaron 7-2. El equipo pasó a las semifinales en las cuales perdieron contra Alemania terminando en el cuarto lugar detrás de Alemania, Brasil y EE. UU.